# Jan Nepomucen Świejkowski
Jan Nepomucen Świejkowski herbu Trzaska (1762–1837) w Peczarze) – rotmistrz targowickiej formacji Brygady Kawalerii Narodowej Znaków Hussarskich pod Imieniem Województwa Bracławskiego, konsyliarz konfederacji generalnej koronnej, deputat na Trybunał Koronny.
Był synem wojewody podolskiego Leonarda Marcina z Kołodna herbu Trzaska (1721–1793) i Izabeli Dunin-Karwickiej. Żonaty z Oktawią Potocką (1786–1842), córką Stanisława Szczęsnego Potockiego (1751–1805). Miał dzieci: Zygmunta Józefa, Władysława Feliksa i Eleonorę Helenę Oktawię.